# Grêmio Esportivo Acreano
Grêmio Esportivo Acreano (AO 1990: Acriano) é um clube brasileiro de futebol da cidade de Sena Madureira, no estado do Acre. Seu uniforme é camisa branca com detalhes vermelhos, calção vermelho e meias vermelhas.

## História
O Grêmio Esportivo Acreano foi fundado em 20 de junho de 1965. Entre 1994 e 1996, participou do Campeonato Acriano de Futebol.
Na estreia na elite acriana, começou conquistando o título do Torneio Início em 1994. Eliminou a ADESG de Senador Guiomard; depois venceu o Independência nas disputa por pênaltis e, por último, bateu o Atlético Acreano na final por 1 a 0, gol do zagueiro Ferrugem. A equipe era comandada pelo capitão da Policia Militar Marcus Wismam.
No Estadual, estreou enfrentando a ADESG no Estádio Marreirão, em Sena Madureira. O Grêmio Acreano foi derrotado por 2 a 1. Na disputa por uma vaga no quadrangular final, o Grêmio enfrentou o Rio Branco. No primeiro confronto em Sena Madureira, o time da Capital venceu pelo placar mínimo. Gol de Ney aos 8 minutos da etapa final. Na partida de volta, no Estádio José de Melo, o Grêmio Acreano foi goleado por 4 a 0.
Em 1995, o Grêmio Acreano chegou novamente à decisão do Torneio Inicio. O título, porém, ficou com o Rio Branco, que venceu nos pênaltis, após empate em 1 a 1 no tempo normal. O Grêmio entrou em campo com a seguinte formação: Durval; Siqueira, Jairo, Darck e Nenê Diniz; Cita, Ermilson e Neno;  Ribeiro, Ney Benone (Balão) e Maradona. Técnico: Elder Teixeira. No Estadual, o Grêmio goleou a ADESG por 5 a 2. Na abertura do returno, perdeu em casa por 3 a 0 para o Atlético Acreano.
Em 1996, o oficial Marcus Wisman voltou a comandar o time de Sena Madureira. Por conta das dificuldades encontradas no futebol local, da falta de apoio e transporte até Rio Branco, a base do time foi formada por policiais militares da Capital Acreana. No Torneio Inicio, o Grêmio Acreano obteve seu segundo título, derrotando o Atlético Acreano na final pelo escore mínimo, gol de Lolô.
Em 2006, o Grêmio Acreano conquistou o Campeonato Municipal de Sena Madureira.

## Títulos

### Futebol

#### Competições oficiais
| ESTADUAIS | ESTADUAIS      | ESTADUAIS | ESTADUAIS  |
|           | Competição     | Títulos   | Temporadas |
| --------- | -------------- | --------- | ---------- |
| Acre      | Torneio Início | 2         | 1994, 1996 |

## Desempenho em competições oficiais

### Competições estaduais
Campeonato Acriano
| Ano  | 1990 | 1991 | 1992 | 1993 | 1994 | 1995 | 1996 | 1997 | 1998 | 1999 |
| Pos. | —    | —    | —    | —    |      | 7º   | 7º   | —    | —    | —    |
| ---- | ---- | ---- | ---- | ---- | ---- | ---- | ---- | ---- | ---- | ---- |

## Rivalidade
O principal rival do Grêmio Acreano era o Comercial Esporte Clube, também de Sena Madureira, fundado em 1962.